# Dorfkirche Kotzen

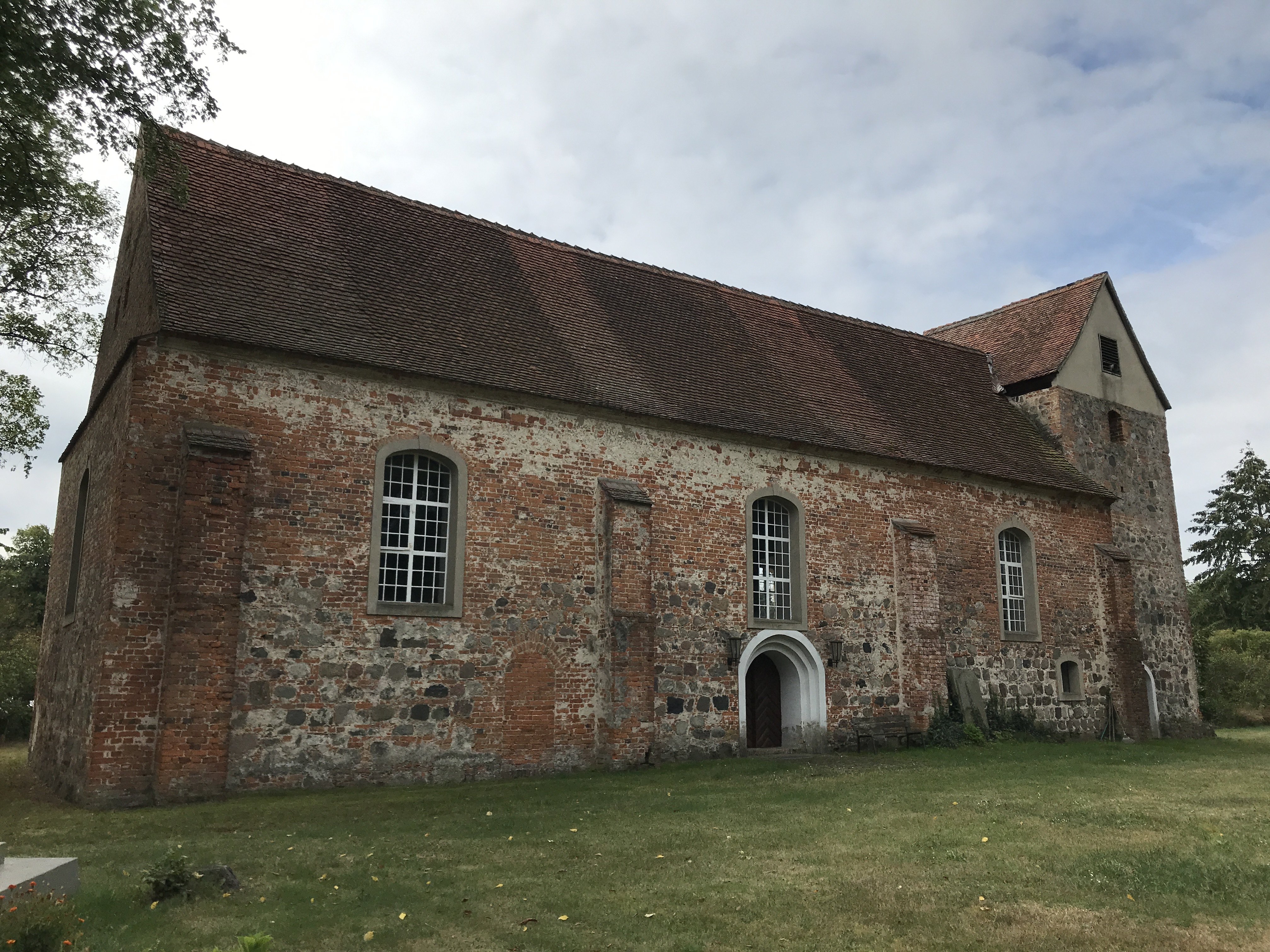
Dorfkirche Kotzen

Die evangelische Dorfkirche Kotzen ist eine spätgotische Saalkirche in Kotzen, einer Gemeinde im Landkreis Havelland im Land Brandenburg. Die Kirchengemeinde gehört zum Kirchenkreis Nauen-Rathenow der Evangelischen Kirche Berlin-Brandenburg-schlesische Oberlausitz.

## Lage
Die Kreisstraße 6315 führt von Süden kommend in den Ort. Dort zweigt sie nach Osten ab und führt nach Norden aus dem Ort. An der Abzweigung führt die Gartenstraße nach Nordwesten. Die Kirche steht nördlich dieser Abzweigung auf einem leicht erhöhten Grundstück mit einem Kirchfriedhof, der mit einer Mauer eingefriedet ist.

## Geschichte
Das genaue Baudatum ist bislang nicht bekannt. Es handelt sich im Kern um einen mittelalterlichen Bau, dessen Kirchenpatronat ausweislich eines Protokolls aus dem Jahr 1541 bei der Familie von Stechow lag, die im Dorf seit dem 13. Jahrhundert herrschte. Das Bauwerk wurde 1711 umfangreich erneuert. Die Schiffswände wurden erhöht, der Turm umgebaut und die Fensteröffnungen verändert. Das Bauwerk erhielt eine umfangreiche, barocke Ausstattung.

## Baubeschreibung

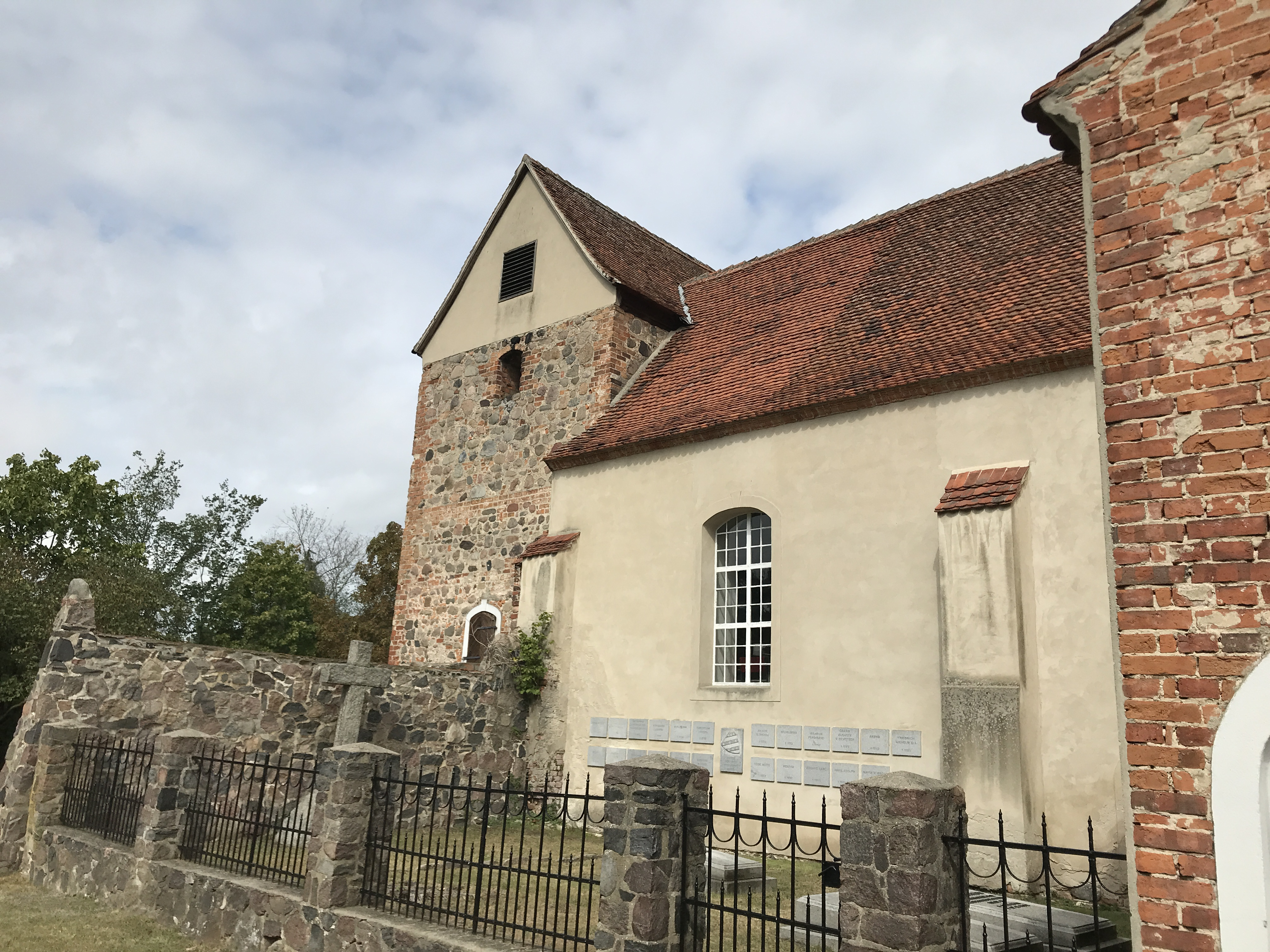
Ansicht von Südosten

Das Bauwerk entstand im Wesentlichen aus Mischmauerwerk mit einem hohen Anteil an Mauersteinen sowie – eher im unteren Bereich – aus unbehauenen und nicht lagig geschichteten
Feldstein. Der Chor ist gerade und nicht eingezogen. An der Ostwand ist ein großes Rundbogenfenster, dessen Form durch eine verputzte Fasche nochmals betont wird. Der Giebel springt eine Steinreihe vor. Dort sind zwei kleine, hochrechteckige Fenster sowie darüber zwei weitere, deutlich kleinere Öffnungen. An der Chornordwand ist ein zweiteres, großes Rundbogenfenster mit einem Schlussstein, das zwischen zwei Strebepfeilern platziert wurde. Westlich zwischen dem Fenster und einem der Strebepfeiler ist eine mit Mauersteinen zugesetzte Pforte. An der Südseite des Chors ist ebenfalls ein entsprechendes Fenster.
Das Kirchenschiff hat einen rechteckigen Grundriss. An der Nordwand des Langhauses sind zwei weitere Strebepfeiler, die zwei Felder aufspannen. Mittig ist ein großes Rundbogenfenster, darunter ein dreifach-gestuftes Portal, das aus der Bauzeit stammen dürfe. Es wird von der Unterseite des Rundbogenfensters in seinem Scheitel geschnitten. Im westlichen Bereich ist ein weiteres Rundbogenfenster sowie nach Westen ein kleines, gedrückt-segmentbogenförmiges Fenster. An der Südseite des Langhauses befindet sich zwischen Chor und Schiff ein rechteckiger Anbau, der als Patronatsloge und Gruft diente. Er kann durch eine große Pforte von Süden her betreten werden. Ein weiterer Zugang besteht von der östlichen Seite aus. Dort befindet sich nach Norden versetzt ein weiteres Rundbogenfenster. Die verbleibende Wand des Langhauses ist verputzt. Mittig ist ebenfalls eine zugesetzte Pforte, davor befinden sich die Gräber der Kirchenpatrone.
Der Westquerturm nimmt die volle Breite des Schiffs auf und ist an seiner Westwand fensterlos. Der Zugang erfolgt durch eine Rundbogenpforte an der Nordseite. An der Südseite ist eine weitere Pforte, die durch eine Treppe erreicht werden kann. Oberhalb der Dachtraufe des Schiffs ist an der Nord- und Südseite je eine gedrückt-segmentbogenförmige Öffnung. Darüber sind im quergestellten Dach an der Nord- und Südseite je eine hochrechteckige Klangarkade.

## Ausstattung

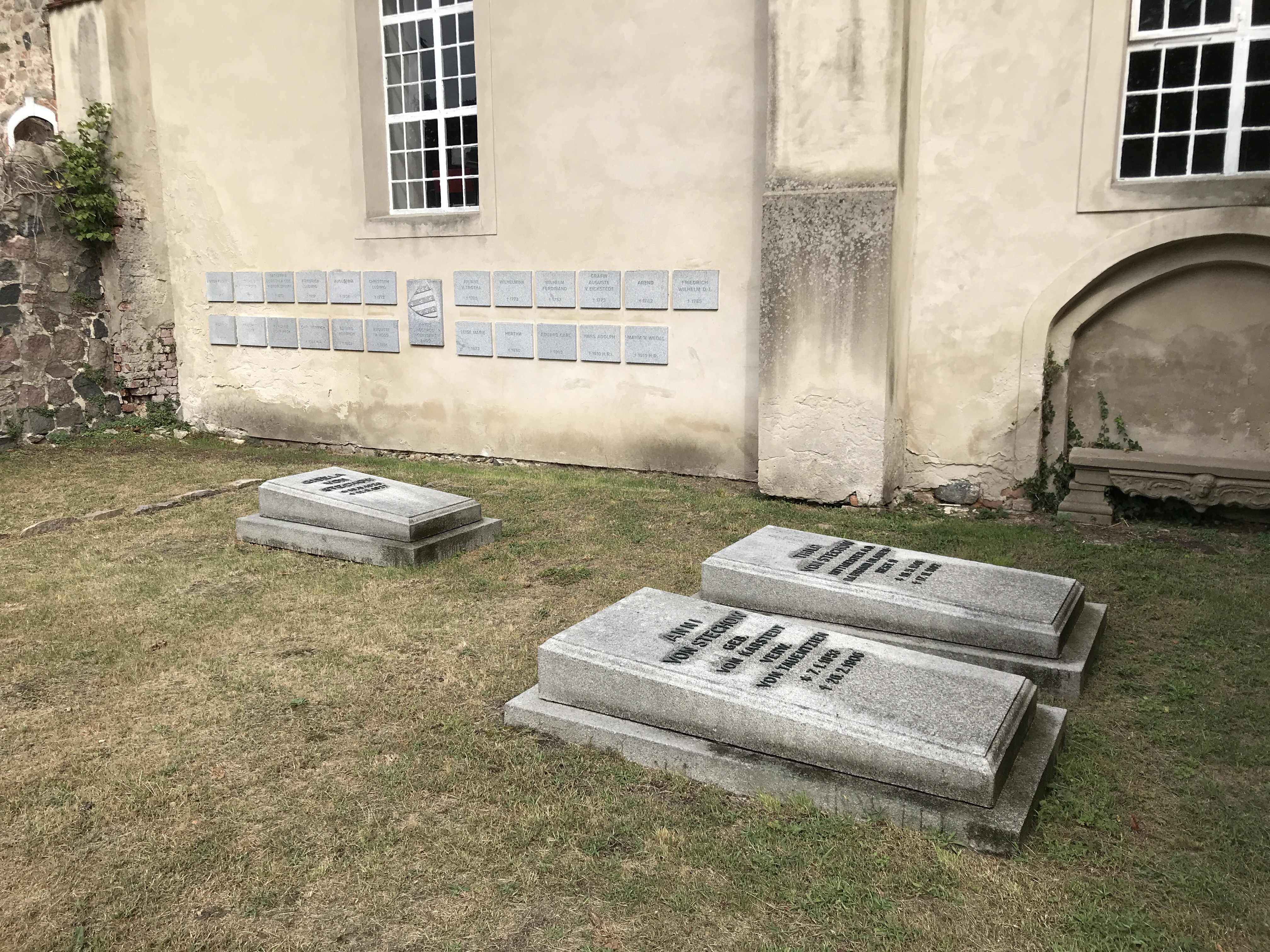
Gräber derer von Stechow

Der Kanzelaltar wird im Dehio-Handbuch als „stattlich“ beschrieben. Er ruht auf einer breiten Empore, die die gesamte Ostwand einnimmt. Er stammt aus dem Jahr 1712 und besteht aus zwei Doppelsäulen, zwischen denen ein polygonaler Kanzelkorb aufgehängt ist. Die Brüstungsfenster sind mit den vier Evangelisten und Petrus verziert. Oberhalb ist ein kronenförmiger Schalldeckel; seitlich sind Wappenkartuschen angebracht.
An der Nordwand erinnern zwei große Wandepitaphien aus Sandstein an Mitglieder der Familie von Stechow. Die Werke stammen vom Bildhauer Wilhelm Christian Meyer aus Berlin. Das erste Epitaph erinnert an die 1773 verstorbene Augustine Ernestine von Stechow und besteht aus einer Konsole mit Puttengruppe sowie Urne. Darüber ist eine Schrifttafel auf schwarzem Marmor sowie ein Bildnismedaillon mit weiteren Putten; oberhalb die schreibende Historia. Das zweite Epitaph erinnert an den 1787 verstorbenen Friedrich Wilhelm Ferdinand Thielo von Stechow. Es besteht ebenfalls aus einer breiten Konsole, die jedoch mit einem Chronoskopf verziert wurde. Seitlich sind Trophäen sowie der Kriegsgott Mars abgebildet, darüber ebenfalls Putten und eine bekrönende Urne. Ein kleineres Kreuzepitaph erinnert an den 1865 verstorbenen Eduard von Stechow.
An der Südwand befindet sich die ehemalige Patronatsloge, deren Brüstungsfelder mit gemalten Wappen verziert sind. Das Bauwerk besitzt im Innenraum eine flache Tonnendecke. Die westliche Empore schwingt in ihrer Mitte vor. Darauf steht eine Orgel, die Gottlieb Scholtze im Jahr 1765 mit einem reichhaltigen Rokokodekor schuf. Im Turm hängen zwei Glocken aus den Jahren 1557 und 1567. Nordöstlich erinnert ein Denkmal an die Gefallenen aus den Weltkriegen. Vor der Südwand des Langhauses befinden sich mehrere Gräber mit Angehörigen der Familie von Stechow, darunter Anni von Stechow, die 1906 starb.